# Европейский кеклик
Европейский кеклик, или европейская каменная куропатка (лат. Alectoris graeca), — вид птиц семейства фазановых.

## Описание
Европейский кеклик длиной от 32 до 37 см. Самцы весят от 550 до 850 г, а самки — от 410 до 720 г. Верхняя часть тела и грудь голубовато-серого цвета, горло белое с чёрной полосой. По бокам тела имеются поперечные полоски серого, чёрного, бежевого и красно-бурого цвета. Глаза красно-коричневые, клюв красного цвета, ноги красноватого цвета.

## Распространение
Европейский кеклик живёт в настоящее время в Альпах, Италии, Турции, Греции и Передней Азии. Птица населяет солнечные, покрытые травой луга между границей леса и снеговой линией, на юге также скалистые равнины. Птица хорошо бегает и карабкается, летает легко и быстро, питается разнообразным растительным материалом и мелкими животными, а также побегами зерновых.

## Размножение

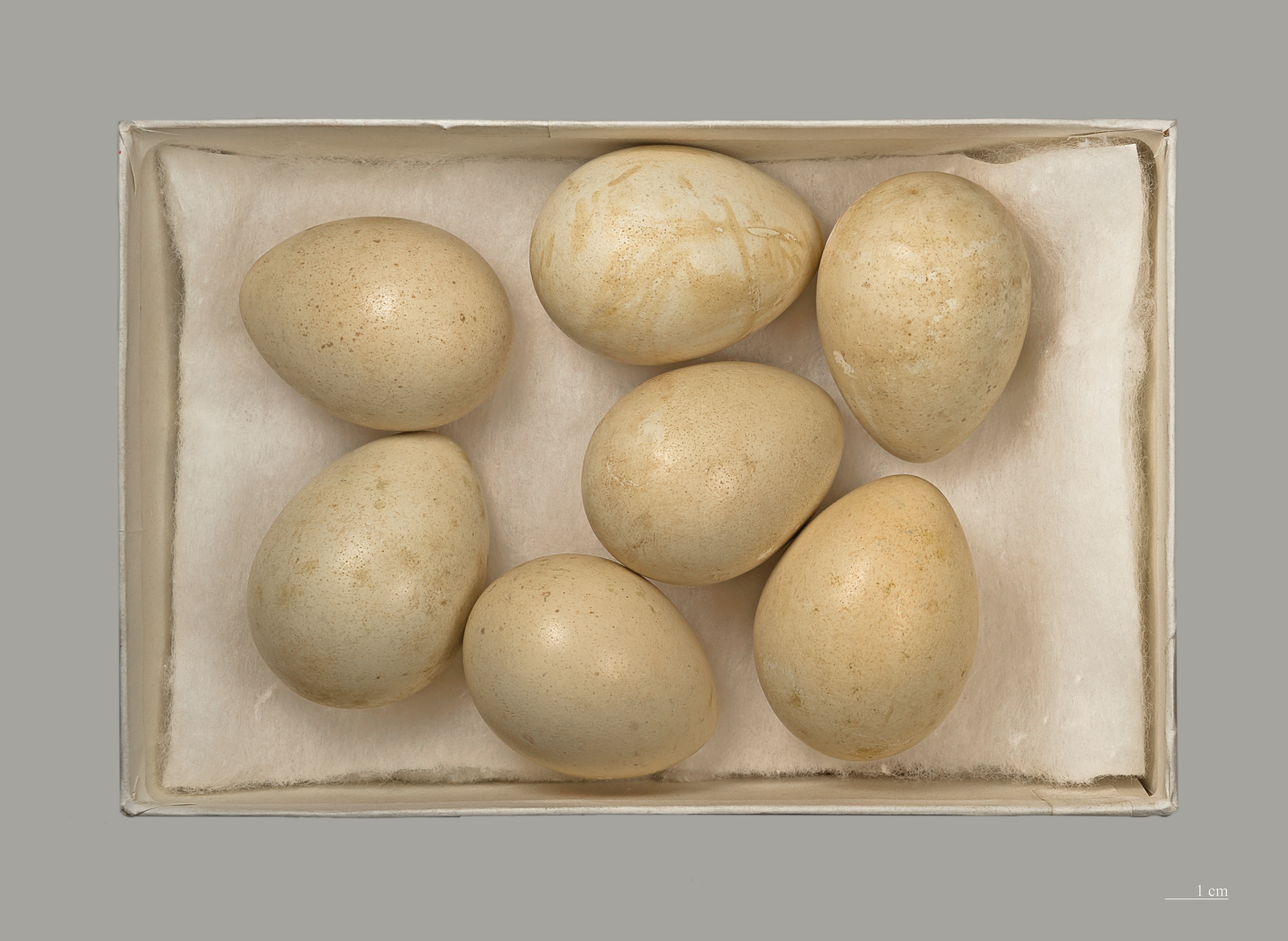
яйца Alectoris graeca graeca

Зимой птицы живут в больших стаях, весной образуются пары. Самка откладывает в Альпах в июне или июле в ямке под кустом или под выступом скалы от 12 до 15 желтовато-белых яиц с крапинами коричневого цвета, которые насиживает в течение 26 дней.

## Классификация
Международный союз орнитологов выделяет четыре подвида:
- A. g. saxatilis распространён в Альпах и Апеннинах, вплоть до Словении
- A. g. whitakeri обитает в Сицилии
- A. g. orlandoi обитает в Италии
- A. g. graeca номинативная форма, встречающаяся на Балканах